# Pantere Bianche
Il White Panther Party (WPP), in italiano Partito delle Pantere Bianche, spesso abbreviato Pantere Bianche (in inglese White Panthers), è stato un movimento politico statunitense antirazzista fondato nel 1968.
Le Pantere Bianche volevano, secondo le loro parole, "lottare per un pianeta pulito e liberare i prigionieri politici" oltre che "difendere il rock 'n' roll, la droga, la possibilità di fare sesso nelle strade e abolire il capitalismo".

## Storia

### 1968-1971

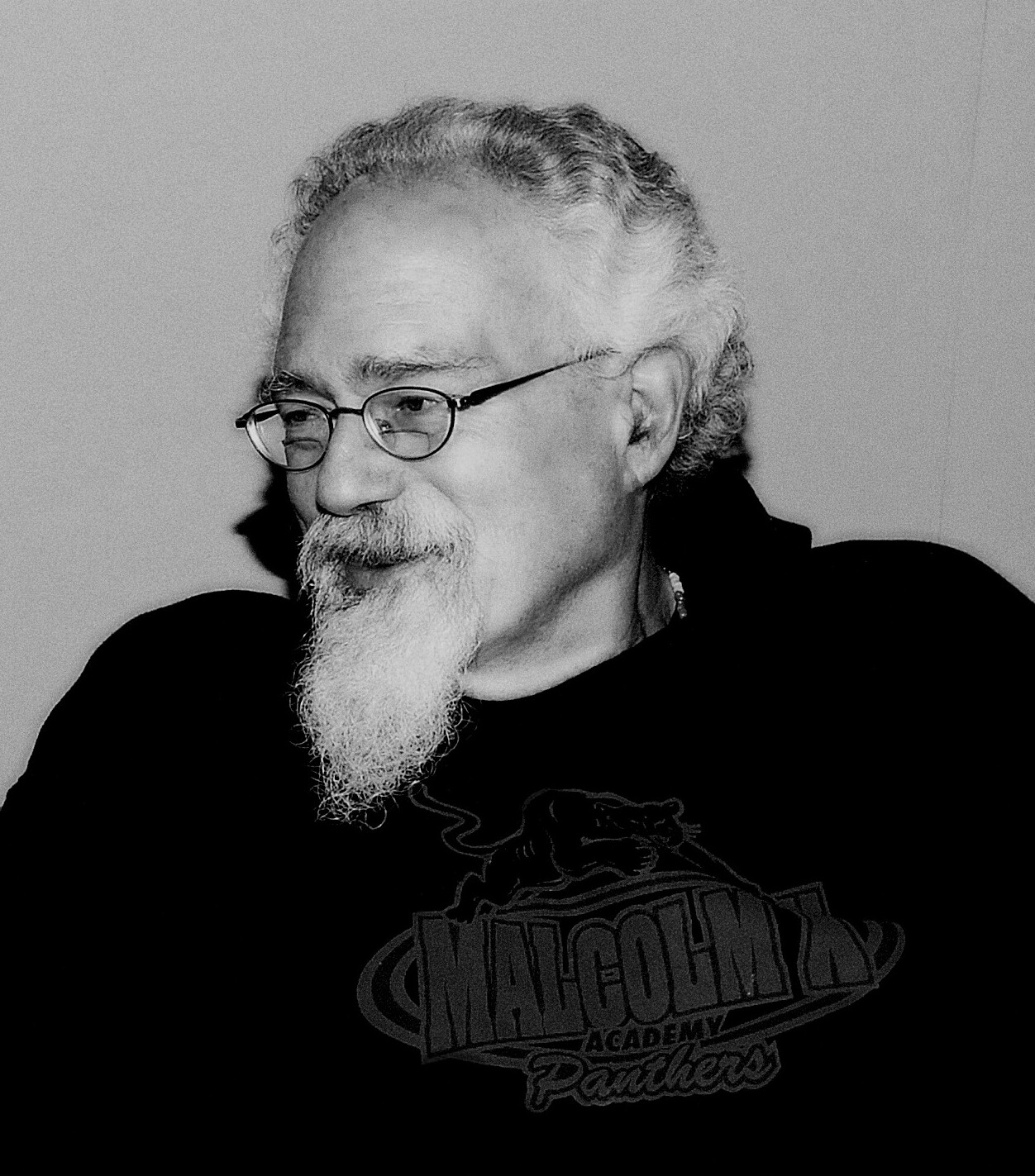
John Sinclair (2008)

Il gruppo venne fondato nel novembre del 1968 da Pun Plamondon, Leni Sinclair e John Sinclair quando, nel corso di un'intervista, venne chiesto a Huey P. Newton, co-fondatore delle Pantere Nere, cosa potessero fare i bianchi per sostenerle, e questi rispose che essi avrebbero potuto formare un Partito delle Pantere Bianche. John Sinclair era un poeta radicale che voleva legalizzare la cannabis e sosteneva che la rivolta della 12th Street del 1967 fosse giustificabile a causa della situazione economica difficile in cui si trovava Detroit.
Il White Panther State/meant, ovvero il manifesto programmatico del movimento, venne pubblicato nel novembre del 1968 sul periodico Fifth Estate e sull'Ann Arbor Sun, bisettimanale fondato da John Sinclair e divenuto il portavoce del White Panther Party per alcuni anni.

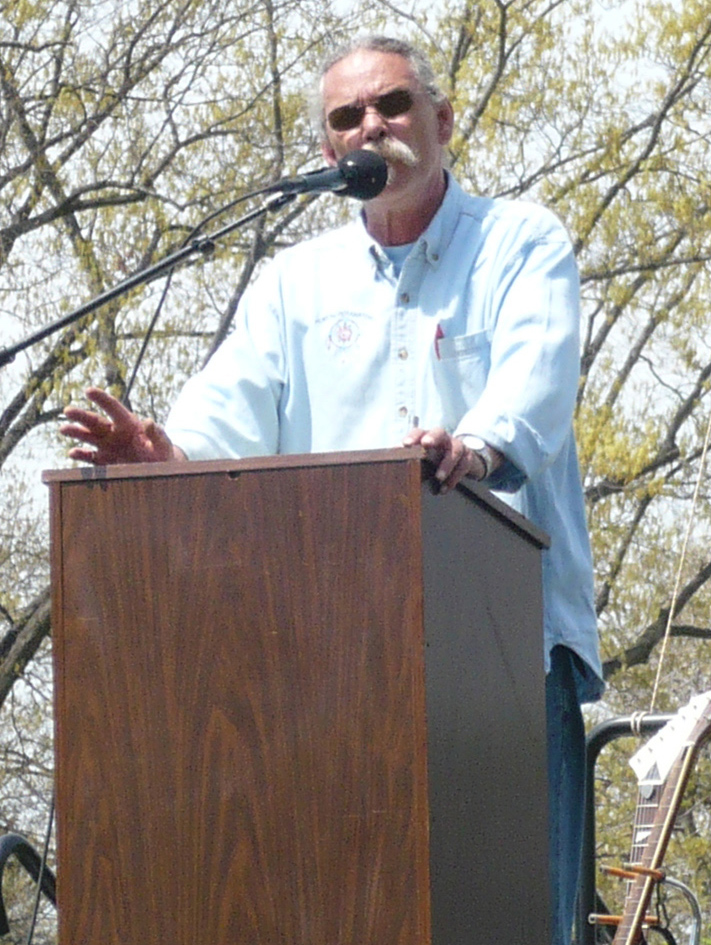
Pun Plamondon nel 2009

Le Pantere Bianche erano prevalentemente attive in varie città del Michigan, dell'Oregon e della California quali Detroit, dove erano soliti incontrarsi all'Artists Workshop, un collettivo di arti radicali fondato nel 1964 vicino alla Wayne State University, ad Ann Arbor, a Portland, San Francisco e Berkeley.
Tra coloro che erano affiliati al partito vi era anche la band proto-punk degli MC5 (della quale John Sinclair fu ideologo per alcuni anni prima di venire incarcerato). 
Durante i fermenti politici che animarono gli anni sessanta, le Pantere Bianche si impegnarono ad avviare quella che esse definivano una "rivoluzione culturale". John Sinclair ribadì in alcune circostanze che il suo movimento non era favore del suprematismo e che, anzi, seguisse una linea politica "assolutamente contraria" ad esso . Oltre a collaborare con molti gruppi della Rainbow Coalition, che si battevano per i diritti delle minoranze etniche, le Pantere Bianche acquistavano cibo da agricoltori e piccoli grossisti per rivenderli a basso prezzo nella Bay Area di San Francisco.
Abbie Hoffman, co-fondatore del partito yippie, elogiò le Pantere Bianche nei suoi libri Woodstock Nation e Ruba questo libro; lo stesso John Sinclair si considerava uno yippie.
Il 29 settembre 1968 Plamondon e John Sinclair vennero accusati di aver organizzato un attentato all'ufficio della CIA di Ann Arbor. Quando scoprì di essere stato incriminato (venne a sapere ciò ascoltando l'emittente WABX), Plamondon fuggì in Europa e Africa e trascorse del tempo in Algeria con Eldridge Cleaver delle Pantere Nere. Dopo essere rientrato segretamente negli Stati Uniti e cercato casa nel nord del Michigan, fu arrestato durante un controllo del traffico di routine. Nel 1969 Sinclair fu costretto a scontare nove anni e mezzo di carcere per possesso di marijuana. Sinclair venne rilasciato su cauzione nel 1971 mentre venivano ascoltati gli appelli sul suo caso. Due giorni dopo la sua liberazione venne tenuto un concerto di beneficenza in suo onore alla Crisler Arena dove si esibirono John Lennon, Yoko Ono, Bob Seger e Stevie Wonder.
Il quartier generale delle Pantere Bianche a Portland fu perquisito dall'FBI il 5 dicembre 1970. Due membri del gruppo vennero arrestati e accusati di aver lanciato una bomba molotov in un ufficio del Selective Service System.

### Anni successivi
Durante gli anni settanta, le Pantere Bianche organizzarono una serie di concerti al Golden Gate Park di San Francisco.
Nel 1983, quando Dianne Feinstein, sindaco di San Francisco, tentò di vietare l'uso delle armi da fuoco nella città, fu costretta a rinunciare alla sua iniziativa a causa di una elezione di richiamo voluta dalle Pantere Bianche che vinse con l'82% dei voti.
Le Pantere Bianche non sono più attive dagli anni ottanta.

## Il manifesto delle Pantere Bianche
Il manifesto delle Pantere Bianche White Panther State/meant del 1968 era diviso in dieci punti come quello delle Pantere Nere:
- Vogliamo la libertà. Vogliamo che tutte le persone abbiano il potere di determinare i propri destini.
- Vogliamo giustizia. Vogliamo la fine immediata e totale di tutta la repressione culturale e politica del popolo da parte della malvagia struttura del potere dei maiali e di quei lacchè e cani rabbiosi della polizia, i tribunali e i militari. In questo momento vogliamo la fine di tutte le violenze causate dalla polizia e dai militari contro le persone in tutto il mondo!
- Vogliamo un'economia mondiale libera basata sul libero scambio di energia e materiali e vogliamo porre fine all'esistenza dell'economia basata sul denaro.
- Vogliamo che tutte le persone abbiano libero accesso a tutti i mezzi di informazione e a tutta la tecnologia.
- Vogliamo un sistema educativo gratuito, che utilizzi le migliori procedure e macchinari che la nostra moderna tecnologia può produrre, che insegni a ogni uomo, donna e bambino sulla terra esattamente ciò che ciascuno ha bisogno di sapere per sopravvivere e crescere nel suo pieno potenziale umano.
- Vogliamo che vengano liberate immediatamente tutte le strutture dal governo aziendale e che vengano ceduti gli edifici alle persone!
- Vogliamo tempo e spazio liberi per tutti gli umani: dissolvere tutti i confini innaturali!
- Vogliamo la libertà di tutti i prigionieri detenuti nelle carceri federali, statali, di contea o cittadine dal momento che il cosiddetto sistema legale in America rende impossibile per qualsiasi uomo ottenere un processo equo e imparziale da parte di una giuria di suoi coetanei.
- Vogliamo la libertà di tutte le persone che sono trattenute contro la loro volontà negli eserciti arruolati degli oppressori in tutto il mondo.
- Vogliamo terra libera, cibo gratis, riparo gratuito, vestiti gratis, musica gratis, cure mediche gratuite, istruzione gratuita, media liberi, TUTTO GRATUITO PER TUTTI!